# 2754 Efimov
2754 Efimov è un asteroide della fascia principale. Scoperto nel 1966, presenta un'orbita caratterizzata da un semiasse maggiore pari a 2,2287951 au e da un'eccentricità di 0,2319898, inclinata di 5,71180° rispetto all'eclittica.
L'asteroide è dedicato all'aviatore russo Michail Nikiforovič Efimov.
Nel 2006 ne è stata ipotizzata la probabile natura binaria, senza tuttavia assegnare un nome pur provvisorio al satellite. Le due componenti del sistema, distanti tra loro 9,8 km, avrebbero dimensioni di circa 6,17 e 1,23 km. Il satellite orbiterebbe attorno al corpo principale in circa 14 ore e 46 minuti.